# Торквесы из Ликфрита
Торквесы из Ликфрита — четыре золотых торквеса железного века, найденные поисковиками-любителями в декабре 2016 года в поле в общине Ликфрит, Северный Стаффордшир, Англия. Находка состоит из трёх колье и браслета, которые были обнаружены вблизи друг от друга.

## Обнаружение
Торквесы были найдены отдельно, но вблизи друг от друга, неглубоко от поверхности земли. Поиск производился металлоискателями с разрешения владельца земли. Поисковики-любители сообщили о находке на следующий день после обнаружения в Portable Antiquities Scheme при Музее и картинной галерее Бирмингема.
Впоследствии археологи произвели обследование места находки, но не нашли никаких других предметов.

## Описание
Найденные торквесы были изготовлены на европейском континенте, в районе современной Германии или Франции, в IV или III веке до н. э. (400—250 до н. э.). Они являются одними из старейших образцов золотых изделий и кельтского орнамента эпохи железного века, когда-либо найденных в Британии. Джулия Фарли, куратор European Iron Age Collections, Prehistory and Europe в Британском музее, аккредитовала торквесы и назвала их «уникальной находкой международного значения»:
Находка датируется ок. 400-250 до н. э. и является, вероятно, старейшим золотым изделием железного века из обнаруженных в Британии. Торквесы, скорее всего, носила богатая и влиятельная женщина, это могли быть люди с континента, которые вступили в брак с местным населением. Понимание того, как эти объекты попали на поле в Стаффордшире, даст нам неоценимые сведения о жизни Британии железного века.
Вес торквесов варьируется от 31 до 230 граммов. Содержание золота составляет не менее 80 %, или чуть более 18 карат.

## Расследование
В ходе расследования 28 февраля 2017 года торквесы были объявлены предметом, подпадающим под действие Treasure Act 1996.
Коронер Ян Смит заявил:
Они являются одной из самых интересных находок сокровищ, с которыми я когда-либо имел дело. Не из той же категории, что стаффордширское сокровище, но не менее интересны.
По результатам расследования коронера, предметы будут выставлены на продажу в музей по цене, установленной независимым советом экспертов по древностям из Treasure Valuation Committee, поисковиками и землевладельцами.

## Выставки
Торквесы будут выставлены в Potteries Museum & Art Gallery в Хэнли 1-22 марта 2017 года.